# گاما (کوندینامارکا)
گاما (انگلیسی: Gama, Cundinamarca) نام یک منطقه مسکونی در کلمبیا است.